# Ložnica
Ložnica är en flod i Slovenien, biflod till Savinja nära staden Celje. Floden är 26 kilometer lång.